# Bad Boys: Ride or Die
Bad Boys: Ride or Die (Bad Boys: hasta la muerte en Hispanoamérica; también conocida como Bad Boys IV) es una  película de comedia de acción estadounidense de 2024, dirigida por Adil El Arbi & Bilall. Es la secuela de Bad Boys for Life (2020) y la cuarta entrega de la franquicia Bad Boys. Will Smith, Martin Lawrence, Paola Núñez, Vanessa Hudgens y Alexander Ludwig repiten sus papeles de la película anterior con Tasha Smith asumiendo el papel de Theresa Burnett que le correspondía a Theresa Randle quien previamente interpretó al personaje en las últimas tres películas.
Los nuevos miembros del reparto incluyen a Eric Dane e Ioan Gruffudd.
La película fue estrenada en cines el 7 de junio de 2024 en los Estados Unidos por Sony Pictures bajo el sello Columbia Pictures.

## Sinopsis
Los detectives Mike Lowrey y Marcus Burnett investigan la corrupción dentro de la policía de Miami cuando su difunto capitán Conrad Howard es acusado póstumamente de estar involucrado con la mafia mexicana, pero un montaje los convierte en fugitivos, lo que los obliga a trabajar fuera de la ley para resolver el caso.

## Argumento
Cuatro años después de la muerte de Isabel Aretas, el detective Mike Lowrey (D.P.M) se casa con su fisioterapeuta, Christine. Durante la recepción, su compañero, el detective Marcus Burnett, sufre un infarto y entra en coma, donde tiene una visión del difunto capitán Conrad Howard, quien le dice que no es su hora.
Al despertar, Marcus cree que no puede morir. Poco después, un reportaje revela que el capitán Howard estuvo vinculado a la corrupción con los cárteles de la droga. Con el legado del capitán Howard manchado póstumamente, Mike y Marcus están decididos a demostrar su inocencia con la ayuda de la capitana Rita Secada y su nuevo novio, el candidato a la alcaldía Adam Lockwood. Mike y Marcus visitan al hijo de Mike, Armando Aretas, quien está encarcelado por el asesinato de Howard. Armando les dice que Howard no era corrupto, pero sabía quién lo era, por lo que los funcionarios corruptos lo contrataron a él y a su madre para matar a Howard porque estaba cerca de exponer la corrupción, y se ofrece a ayudarlos a identificar al responsable del asesinato.
Cuando los conspiradores intentan acceder a la computadora del Capitán Howard, Mike y Marcus reciben un video pregrabado a prueba de fallos, advirtiéndoles de la corrupción en las fuerzas del orden federales y estatales. Howard usa la frase "el gigante de los fondos de botella" como clave, y se revela que le dio información a su antiguo colega hacker Fletcher. Acuden al club de Fletcher para recuperar los "archivos", un código QR oculto en una pared que desbloquea un segundo video del Capitán Howard. Sin embargo, asesinos contratados por los conspiradores los siguen hasta el club y matan a Fletcher.
Mientras tanto, Armando es atacado por varios prisioneros, pagados para silenciarlo, pero los repelen. Mike y Marcus organizan el traslado de Armando a un lugar más seguro en Miami. Sin embargo, los conspiradores se infiltran en el helicóptero y matan al piloto y a los guardias, provocando su caída. Mike, Marcus y Armando sobreviven, pero los conspiradores los consideran fugitivos. Cuando los conspiradores ofrecen una recompensa, los tres son perseguidos tanto por las fuerzas del orden como por criminales oportunistas. La hija de Conrad, la alguacil de los Marshals Judy Howard, jura vengarse de Armando por el asesinato de su padre.
Con la ayuda de Dorn y Kelly, miembros de ARMA (Acción y Respuesta De Miami Avanzada), Mike y Marcus descubren las pistas del video detrás del asesinato y el montaje. Armando identifica al hombre que lo contrató para matar al Capitán Howard como James McGrath, un ex Ranger del Ejército asignado a la Inteligencia de la DEA en Sudamérica. Mientras trabajaba de encubierto, McGrath fue capturado por el cártel y torturado hasta que delató a sus socios y ha estado trabajando con ellos desde entonces. McGrath orquesta el secuestro de Christine y Callie, la hija de Judy. Luego envía a sus hombres a buscar a la familia de Marcus, pero Reggie, el yerno de Marcus, un marine, los mata a todos sin ayuda de nadie. Rita, Dorn y Kelly apresan a Lockwood tras descubrir que trabaja para McGrath.
Usando a Lockwood como carnada, el equipo se involucra en un feroz tiroteo con los hombres de McGrath en un antiguo parque de atracciones con temática de caimanes para rescatar a Christine y Callie. Más tarde, durante la pelea, Lockwood intenta traicionar al equipo hiriendo a Dorn y Kelly antes de huir, pero Rita derriba el avión y lo detiene. Negándose a dispararle, lo patea al agua, provocando que sea devorado por un caimán. Mike se enfrenta a McGrath, quien retiene a Christine y Marcus como rehenes a punta de pistola. McGrath entonces le da a Mike un ultimátum: elige entre Christine y Marcus para morir. Mike, aludiendo a la recién descubierta creencia de Marcus de que "no puede morir", le dispara a Marcus con su chaleco antibalas. El caos permite que Christine y Marcus se liberen antes de que Mike mate a McGrath a tiros. En medio del caos, Judy encuentra a Armando y Callie. Judy se prepara para matar a Armando, pero Callie le dice a su madre que él le salvó la vida. A regañadientes y agradecida por su acto heroico, Judy muestra compasión por Armando y le permite escapar.
Después, Mike, Marcus y Howard son absueltos de todos los cargos y se expone la corrupción. Las familias de Mike y Marcus celebran con un picnic en el parque, donde Mike y Marcus permiten que Reggie cocine en una parrilla pública por haber salvado a su familia.
En una escena postcréditos, la película retrocede al año 305 a. C., aludiendo a una de las divagaciones delirantes de Marcus a Mike, de un momento anterior. Marcus lleva un burro por el desierto mientras lo regaña. El burro lo empuja, y se oye la voz de Mike intercalada con los gruñidos del burro, riendo y regañando a Marcus.

## Reparto
| Actor            | Personaje                    | Ref. |
| ---------------- | ---------------------------- | ---- |
| Will Smith       | Michael Eugene "Mike" Lowrey | Ref. |
| Martin Lawrence  | Marcus Miles Burnett         | Ref. |
| Paola Núñez      | Rita Secada                  | Ref. |
| Vanessa Hudgens  | Kelly                        | Ref. |
| Alexander Ludwig | Dorn                         | Ref. |
| Tasha Smith      | Theresa Burnett              | Ref. |
| John Salley      | Fletcher                     | Ref. |
| Jacob Scipio     | Armando Aretas               | Ref. |
| Dennis Greene    | Reggie McDonald              | Ref. |
| Eric Dane        | James McGrath                | Ref. |
| Ioan Gruffudd    | Lockwood                     | Ref. |
| Joyner Lucas     | Líder pandillero             | Ref. |
| Rhea Seehorn     | Agente Judy Howard           | Ref. |
| DJ Khaled        | Manny el Carnicero           | Ref. |
| Melanie Liburd   | Christine Lowrey             | Ref. |

## Doblaje
| Actor original Estados Unidos | Personaje                    | Actor de voz España | Actor de voz México |
| ----------------------------- | ---------------------------- | ------------------- | ------------------- |
| Will Smith                    | Michael Eugene "Mike" Lowrey | Daniel García       | Mario Filio         |
| Martin Lawrence               | Marcus Miles Burnett         | Fernando Castro     | Ricardo Mendoza     |
| Paola Núñez                   | Rita Secada                  | Catherina Martínez  | Paola Núñez         |

## Producción

### Desarrollo
Tras el éxito de taquilla del fin de semana de apertura de Bad Boys for Life, Sony anunció planes para una cuarta entrega, con Chris Bremner volviendo a escribir el guion.
En abril de 2022, se informó que el desarrollo de la cuarta película se suspendió a la luz del incidente con Will Smith abofeteando a Chris Rock en la ceremonia de los Premios de la Academia de 2022. Sin embargo, al mes siguiente, el presidente de Sony, Tom Rothman, confirmó que la cuarta película aún estaba en desarrollo, a pesar del informe anterior. En febrero de 2023, Smith anunció que él y Lawrence volverán a interpretar sus papeles en la película, que se encuentra en preproducción, con Adil y Bilall volviendo a dirigir. Ese mismo mes, fue informado por el músico/disc jockey Questloveque Smith tuvo que abandonar una aparición sorpresa planificada en la 65.ª Entrega Anual de los Premios Grammy porque la preproducción de la cuarta película de Bad Boys había comenzado a principios de esa semana. En marzo de 2023, se reveló que Vanessa Hudgens volvería a interpretar su papel de Kelly de Bad Boys for Life. En abril de 2023, se anunció que Eric Dane había sido elegido, supuestamente como el villano, y que Paola Núñez y Alexander Ludwig también repetirían sus papeles de Bad Boys for Life. El mismo mes, Ioan Gruffudd se unió al elenco. En mayo de 2023, se anunció que Rhea Seehorn se había unido al elenco. La película originalmente tenía el título provisional Bad Boys: Ride or Die del codirector Adil El Arbi.

### Rodaje
La fotografía principal comenzó el 3 de abril de 2023 en Atlanta, Georgia y Miami. El 22 de mayo de 2023, TMZ lanzó clips detrás de escena de Will Smith y Martin Lawrence filmando escenas de la película en Atlanta. El rodaje se suspendió en julio debido a la huelga SAG-AFTRA de 2023. En marzo de 2024, se reveló que Jacob Scipio retomaría su papel de Armando Aretas de la película anterior. El rodaje concluyó el 4 de marzo.

## Lanzamiento
Bad Boys: Ride or Die fue estrenada en los Estados Unidos el 7 de junio de 2024. Originalmente estaba programada para ser estrenada el 3 de julio de 2019,  pero se trasladó al 24 de mayo de 2019, antes de ser retirada del calendario cuando los ejecutivos cuestionaron por qué la cuarta película debería estrenarse antes que la tercera. En julio de 2023, se anunció que la película se estrenaría el 14 de junio de 2024. En febrero de 2024, la fecha de estreno se adelantó a su fecha actual.